# Pélekas
Pélekas (Pelekas) är en ort i Grekland.   Den ligger i prefekturen Nomós Kerkýras och regionen Joniska öarna, i den västra delen av landet, 400 km nordväst om huvudstaden Aten. Pélekas ligger 125 meter över havet och antalet invånare är 405. Den ligger på ön Korfu.
Terrängen runt Pélekas är platt åt nordost, men åt sydväst är den kuperad. Havet är nära Pélekas åt sydväst. Runt Pélekas är det ganska tätbefolkat, med 172 invånare per kvadratkilometer. Närmaste större samhälle är Korfu, 8,9 km öster om Pélekas. 